# Jerzy Rekuć
Jerzy Rekuć herbu Leliwa (ur. po 1670 w Mondwidach k. Słucka, zm. 11 marca 1721 w Królewcu) – pastor Kościoła Ewangelicko-Reformowanego, inicjator Poczty Królewieckiej, redaktor, tłumacz i wydawca.
Jerzy Rekuć był synem katolika i kalwinki ze Żmudzi. Brak jest dokładniejszych informacji o jego rodzicach.
Rekuć ukończył szkołę zborową w Kiejdanach. Dzięki finansowemu wsparciu Fundacji Radziwiłłów kształcił się w Joachimsthal Gimnasium w Berlinie i studiował (lata 1698–1701) teologię na Uniwersytecie we Frankfurcie nad Odrą.
W latach 1702–1721 był pastorem polsko-litewskiej parafii kalwińskiej w Królewcu. Jednocześnie był kuratorem polskich i litewskich alumnów wyznania ewangelicko-reformowanego studiujących w Królewcu.
W roku 1707 wystarał się o fundusze na remont zboru w Kiejdanach. Pełniąc funkcję pastora parafii kalwińskiej w Królewcu od 1711 r. był także starszym dystryktu żmudzkiego. W roku 1715 uczestniczył w synodzie Jednoty litewskiej w Kiejdanach, a później jako jej delegat w synodach generalnych całej Rzeczypospolitej. Uczestniczył w synodach w Toruniu 1712 oraz w Gdańsku 1717 i 1719.
W 1716 uczestniczył w obradach sejmu w Warszawie. Szukając wsparcia w sprawie przeciwdziałania dalszym ograniczeniom praw ewangelików w Polsce, interweniował u ambasadora rosyjskiego Grzegorza Dołgorukiego oraz Jakuba Fleminga.
W roku 1709 doprowadził do uruchomienia drukarni, która mieściła się na Starym Mieście przy ul. Długiej 52. Dzięki przywilejowi króla Prus Fryderyka I z dnia 24 maja 1709 parafia kalwińska uzyskała zgodę na druk swoich wydawnictw. Drukarnia Polska i Litewska w Królewcu drukowała książki na potrzeby kościołów i szkół ewangelicko-reformowanych. Drukowano tutaj także Pocztę Królewiecką oraz inne publikacje w języku polskim.

## Znane prace
- Przetłumaczył Konfesję angielską – wydanie Królewiec 1704.
- Przygotował do druku trzy części Kaznodziei Andrzeja Węgierskiego (Kaznodzieja osobny, Kaznodzieja domowy i Kaznodzieja zborowy; – podręcznik modlitewny braci czeskich) – wydanie Królewiec 1706.
- Przetłumaczył z francuskiego książkę Karola Drelincourta Epitome Controversiarum, to jest summariusz nauki Kościoła Rzymskiego ... – wydanie Królewiec 1707.
- W latach 1718–1720 był współredaktorem Poczty Królewieckiej.